# (34843) 2001 SZ276
2001 SZ276 (asteroide 34843) é um asteroide da cintura principal. Possui uma excentricidade de 0.03255160 e uma inclinação de 5.18732º.
Este asteroide foi descoberto no dia 21 de setembro de 2001 por NEAT em Palomar.